# Roland Jones
Roland Jones (* 18. November 1813 in Salisbury, North Carolina; † 5. Februar 1869 in Shreveport, Louisiana) war ein US-amerikanischer Politiker. Zwischen 1853 und 1855 vertrat er den Bundesstaat Louisiana im US-Repräsentantenhaus.

## Werdegang
Roland Jones besuchte private Schulen in seiner Heimat. Zwischen 1830 und 1835 war er in Wilkesboro als Lehrer tätig. Nach einem anschließenden Jurastudium an der Cambridge Law School in Massachusetts und seiner 1838 erfolgten Zulassung als Rechtsanwalt begann er in Brandon im Bundesstaat Mississippi in diesem Beruf zu arbeiten. Dort gab er zwischen 1838 und 1840 auch die Zeitung „Brandon Republican“ heraus. Im Jahr 1840 zog er nach Shreveport in Louisiana, wo er weiterhin als Anwalt tätig war.
Jones war Mitglied der Demokratischen Partei. Zwischen 1844 und 1848 saß er als Abgeordneter im Repräsentantenhaus von Louisiana. In den Jahren 1851 und 1852 war er Bezirksrichter im Caddo Parish. Bei den Kongresswahlen des Jahres 1852 wurde Jones im vierten Wahlbezirk von Louisiana in das US-Repräsentantenhaus in Washington, D.C. gewählt, wo er am 4. März 1853 die Nachfolge von John Moore (Whig Party) antrat. Da er 1854 auf eine erneute Kandidatur verzichtete, konnte er bis zum 3. März 1855 nur eine Legislaturperiode im Kongress absolvieren. Diese war von den Diskussionen im Vorfeld des Bürgerkrieges bestimmt. Dabei ging es primär um die Frage der Sklaverei.
Nach seiner Zeit im US-Repräsentantenhaus arbeitete Roland Jones wieder als Rechtsanwalt. Zwischen 1860 und 1868 war er nochmals Bezirksrichter. Er starb am 5. Februar 1869 in Shreveport.